# Little Miss Hollywood
Little Miss Hollywood è un cortometraggio muto del 1923 scritto e diretto da Al Herman.

## Produzione
Il film fu prodotto dalla Century Film.

## Distribuzione
Distribuito dall'Universal Pictures, il film - un cortometraggio in due bobine - uscì nelle sale cinematografiche USA il 31 ottobre 1923.